# Чемпионат СССР по тяжёлой атлетике 1951
26-й чемпионат СССР по тяжёлой атлетике прошёл с 13 по 16 мая 1951 года в Каунасе (Литовская ССР). В нём приняли участие 136 атлетов, которые были разделены на 7 весовых категорий и соревновались в троеборье (жим, рывок и толчок).

## Медалисты
| Категория                  | Золото                                       | Золото                       | Серебро                                      | Серебро                        | Бронза                                      | Бронза                          |
| До 56 кг (легчайший вес)   | Иван Удодов «Динамо» Ростов-на-Дону          | 300 кг (87,5 + 87,5 + 125)   | Максим Шеремета Вооружённые Силы Одесса      | 292,5 кг (87,5 + 87,5 + 117,5) | Борис Журомский «Искра» Ленинград           | 290 кг (87,5 + 90 + 112,5)      |
| До 60 кг (полулёгкий вес)  | Рафаэль Чимишкян «Динамо» Тбилиси            | 330 кг (95 + 102,5 + 132,5)  | Николай Саксонов Вооружённые Силы Свердловск | 322,5 кг (92,5 + 100 + 130)    | Евгений Лопатин «Динамо» Москва             | 322,5 кг (92,5 + 102,5 + 127,5) |
| До 67,5 кг (лёгкий вес)    | Владимир Светилко «Динамо» Тбилиси           | 350 кг (105 + 110 + 135)     | Иван Любавин «Крылья Советов» Москва         | 335 кг (100 + 100 + 135)       | Гавриил Балашов «Спартак» Киев              | 335 кг (97,5 + 105 + 132,5)     |
| До 75 кг (полусредний вес) | Владимир Пушкарёв «Динамо» Москва            | 385 кг (107,5 + 122,5 + 155) | Юрий Дуганов «Искра» Ленинград               | 382,5 кг (112,5 + 125 + 145)   | Мамия Жгенти «Динамо» Тбилиси               | 362,5 кг (110 + 112,5 + 140)    |
| До 82,5 кг (средний вес)   | Аркадий Воробьёв Вооружённые Силы Свердловск | 395 кг (120 + 120 + 155)     | Виль Холин Вооружённые Силы Ленинград        | 375 кг (110 + 115 + 150)       | Григорий Маликов Вооружённые Силы Москва    | 365 кг (110 + 110 + 145)        |
| До 90 кг (полутяжёлый вес) | Григорий Новак «Крылья Советов» Москва       | 425 кг (140 + 130 + 155)     | Павел Кравченко «Динамо» Сталино             | 392,5 кг (120 + 115 + 157,5)   | Николай Меркулов Вооружённые Силы Ленинград | 367,5 кг (110 + 112,5 + 145)    |
| Свыше 90 кг (тяжёлый вес)  | Яков Куценко «Локомотив» Киев                | 420 кг (130 + 130 + 160)     | Николай Лапутин Вооружённые Силы Киев        | 402,5 кг (135 + 117,5 + 150)   | Евгений Новиков Вооружённые Силы Ленинград  | 395 кг (127,5 + 117,5 + 150)    |